# Jawheni Karaljok
Jawheni Karaljok (Wit-Russisch: Яўгеній Каралёк) (Hrodna, 6 juni 1996) is een Wit-Russisch baan- en wegwielrenner die sinds 2025 rijdt voor Art Cycling Team.

## Carrière
In 2017 werd Karaljok nationaal kampioen tijdrijden bij de beloften. Met de tijd die hij reed op het veertig kilometer lange parcours was hij sneller dan Stanislaw Bazjkow, de winnaar bij de eliterenners. Twee weken later was hij de beste in de massasprint in de Grote Prijs van Minsk, voor Norman Vahtra en Emīls Liepiņš. Op de baan nam hij dat jaar deel aan de wereldkampioenschappen baanwielrennen en won hij tijdens de wereldbekermanche in Los Angeles de scratch.
Nadat Karaljok in februari 2018 al nationaal kampioen scratch was geworden, werd hij een maand later wereldkampioen in diezelfde discipline. Tijdens de Wereldkampioenschappen baanwielrennen van 2020 in Berlijn wist hij opnieuw de scratch te winnen.

## Baanwielrennen

### Palmares
| Jaar     | W-RK     | EK                   | WK       | Overig                                       |
| Junioren | Junioren | Junioren             | Junioren | Junioren                                     |
| -------- | -------- | -------------------- | -------- | -------------------------------------------- |
| 2014     |          |                      |          | Panevėžys: Puntenkoers Minsk: Scratch        |
| Beloften |          |                      |          |                                              |
| 2015     |          | Ploegenachtervolging |          |                                              |
| 2016     |          |                      |          |                                              |
| 2017     |          | Scratch              |          |                                              |
| Elite    |          |                      |          |                                              |
| 2016     |          |                      |          | Minsk: Ploegenachtervolging                  |
| 2017     |          |                      |          | WB Los Angeles: Scratch                      |
| 2018     | Scratch  |                      | Scratch  | WB Minsk: Scratch                            |
| 2019     |          |                      |          | Europese Spelen: Scratch · WB Minsk: Scratch |
| 2020     |          | omnium               | Scratch  |                                              |

## Wegwielrennen

### Overwinningen
2017
 Wit-Russisch kampioen tijdrijden, Beloften
Grote Prijs van Minsk
2018
4e etappe Ronde van Mersin
1e etappe Ronde van Estland
2019
Minsk Cup
2020
 Wit-Russisch kampioen tijdrijden
2021
 Wit-Russisch kampioen tijdrijden
2022
Grand Prix Justiniano Race
2023
 Wit-Russisch kampioen tijdrijden
2024
 Wit-Russisch kampioen tijdrijden

## Ploegen
- 2017 –  Minsk Cycling Club (vanaf 23-5)
- 2018 –  Minsk Cycling Club
- 2019 –  Minsk Cycling Club (vanaf 17-5)
- 2020 –  Minsk Cycling Club
- 2021 –  Minsk Cycling Club
- 2022 –  Minsk Cycling Club
- 2023 –  Minsk Cycling Club
- 2024 –  Minsk Cycling Club
- 2025 –  Art Cycling Team

Bazjkow · Ivasjkin · Karaljok · Klimjankow · Moezytsjkin · Papok · Ramanaw · Samojlaw · Sjemetaw · Sjoemaw · Sobal · Strokaw · Vorganov
Bojev · Canola · D. Cima · I. Cima · Karaljok · Koelikov · Koelikovski · Koerjanov · Koezmin · Koeznetsov · Nekrasov · Nych · Rikoenov · Rovny · Rybalkin · Scaroni · Sjaloenov · Strachov · Tsjerkasov · Tsjernetski · Velasco